# Gabrielle Rose (Schauspielerin)

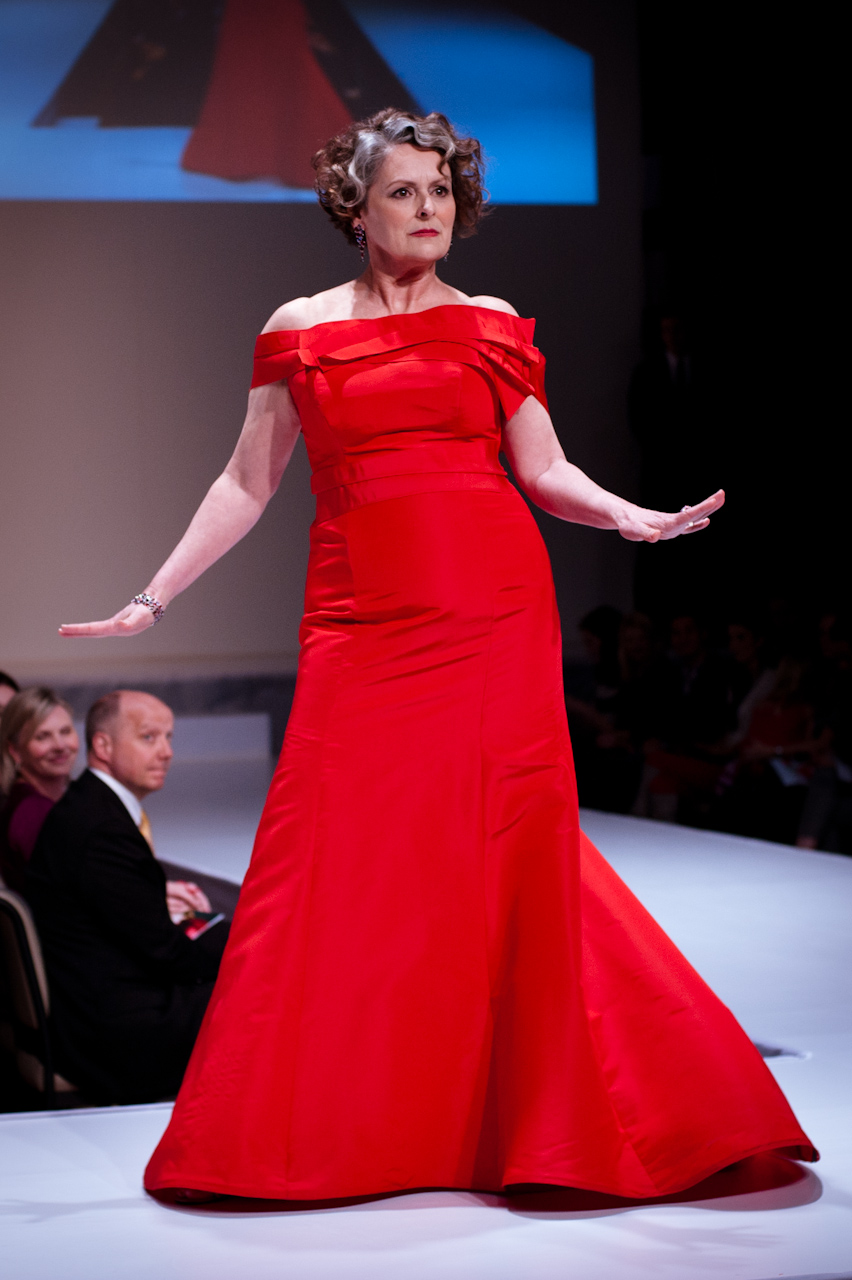
Gabrielle Rose (2012)

Gabrielle Rose (* 1954 in Kamloops, British Columbia) ist eine kanadische Schauspielerin.

## Leben
Gabrielle Rose wurde 1954 in eine Künstler-Familie geboren. Bereits ihr Großvater L. Arthur Rose war als Drehbuchautor, Produzent, Texter und Vaudeville-Künstler tätig. Ihr Vater Ian Rose war kurzzeitig Kinderdarsteller, bevor er eine Karriere als Arzt verfolgte. Von ihm wurde sie für das Theater begeistert. Auf Wunsch ihrer Eltern begann sie zunächst ein Studium der Politikwissenschaften an der Simon Fraser University, das sie aber im zweiten Jahr abbrach und sich an Schauspielschulen in England bewarb. Ab 1970 absolvierte sie ihre Schauspielausbildung an der Bristol Old Vic Theatre School und begann ihre Karriere am Theater der Bristol Old Vic Theatre Company. Nach über 10 Jahren an den Bühnen des Vereinigten Königreiches kehrte sie nach Kanada zurück.
Seit Mitte der 1970er Jahre ist Rose im Filmgeschäft tätig. Zu Beginn ihrer Karriere wurde sie gelegentlich als Gay Rose in den Credits der Produktionen aufgeführt. Wiederholt arbeitete sie mit Regisseur Atom Egoyan zusammen, so an Familienbilder (1987), Traumrollen (1989), Der Schätzer (1991), Das süße Jenseits (1997) und Wahre Lügen (2005). Neben ihrer Arbeit für Film und Fernsehen tritt sie weiterhin regelmäßig in Theaterinszenierungen wie Elizabeth Rex, Who’s Afraid of Virginia Woolf? oder Angels in America auf.
Im Januar 2016 wurde Rose mit dem Ian Caddell Vancouver Film Critics Circle Award for Achievement für ihre signifikanten Beiträge zur Filmindustrie in British Columbia ausgezeichnet.
Sie ist mit dem Schauspieler Hrothgar Mathews verheiratet und hat zwei Söhne.

## Filmografie (Auswahl)
- 1975: Rising Damp (Fernsehserie, 4 Episoden)
- 1976: Machinegunner (Fernsehfilm)
- 1978: She Loves Me (Fernsehfilm)
- 1984: Secrets of a Married Man (Fernsehfilm)
- 1985: Blackout – Bestie in Schwarz (Blackout, Fernsehfilm)
- 1985: Die Abenteuer der Natty Gann (The Journey of Natty Gann)
- 1985: Love, Mary (Fernsehfilm)
- 1987: The Stepfather
- 1987: Familienbilder (Family Viewing)
- 1989: Traumrollen (Speaking Parts)
- 1989: Love and Hate: The Story of Colin and Joanne Thatcher (Fernsehfilm)
- 1989: The Private Capital (Fernsehfilm)
- 1991: Der Schätzer (The Adjuster)
- 1991: Todesschreie aus dem Leuchtturm (Lighthouse)
- 1991–1993: Northwood (Fernsehserie, 27 Episoden)
- 1992: The Portrait
- 1992: Devlin – Blutige Intrige (Devlin, Fernsehfilm)
- 1993: Kanada
- 1993: Other Women’s Children (Fernsehfilm)
- 1993: Dieppe (Fernsehfilm)
- 1994: Timecop
- 1994: Jeder mit jedem (Sleeping with Strangers)
- 1993–1994: Akte X – Die unheimlichen Fälle des FBI (The X-Files, Fernsehserie, 2 Episoden)
- 1994: Blut an ihren Händen (While Justice Sleeps; Fernsehfilm)
- 1994: Valentine’s Day
- 1995: Sliders – Das Tor in eine fremde Dimension (Sliders, Fernsehserie, 1 Episode)
- 1995: Lonesome Dove: The Outlaw Years (Fernsehserie, 1 Episode)
- 1996: Home Song (Fernsehfilm)
- 1996: Die Farm der Geister (My Mother’s Ghost, Fernsehfilm)
- 1997: Das süße Jenseits (The Sweet Hereafter)
- 1997: Der Sentinel – Im Auge des Jägers (The Sentinel, Fernsehserie, 1 Episode)
- 1998: The Sleep Room
- 1999: Win, Again! (Fernsehfilm)
- 1999: Hard Time – Unschuldig verurteilt (Hard Time, Fernsehfilm)
- 1999: The Five Senses
- 1999: Doppelmord (Double Jeopardy)
- 1998–1999: Jake and the Kid (Fernsehserie, 11 Episoden)
- 2001: Flammenhölle Las Vegas (Trapped, Fernsehfilm)
- 2001: The Rhino Brothers
- 2001: Smallville (Fernsehserie, 1 Episode)
- 2002: Tom Stone (Fernsehserie, 2 Episoden)
- 2002: Dark Angel (Fernsehserie, 5 Episoden)
- 2002: Taken (Miniserie, 3 Episoden)
- 2003: The Atwood Stories (Fernsehserie, 1 Episode)
- 2003: The Delicate Art of Parking
- 2003: Peacemakers (Fernsehserie, 1 Episode)
- 2003: Mob Princess (Fernsehfilm)
- 2005: Wahre Lügen (Where the Truth Lies)
- 2005: Die falsche Mutter (Hush, Fernsehfilm)
- 2005: Missing in America
- 2005: Dead Zone (The Dead Zone, Fernsehserie, 1 Episode)
- 2005: Eighteen
- 2005–2008: Robson Arms (Fernsehserie, 19 Episoden)
- 2006: Augusta, Gone (Fernsehfilm)
- 2006: Sisters
- 2006: Lieben und lassen (Catch and Release)
- 2007: Battlestar Galactica (Fernsehserie, 1 Episode)
- 2007: Blood and Diamonds (Fernsehfilm)
- 2007: Schwerter des Königs – Dungeon Siege (In the Name of the King: A Dungeon Siege Tale)
- 2007: Beneath
- 2007: Normal
- 2007–2009: The L Word – Wenn Frauen Frauen lieben (The L Word, Fernsehserie, 2 Episoden)
- 2008: Stargate: The Ark of Truth – Die Quelle der Wahrheit (Stargate: The Ark of Truth)
- 2008: Donald Strachey: Mord auf der anderen Seite (On the Other Hand, Death)
- 2008: Lost Boys 2: The Tribe (Lost Boys: The Tribe)
- 2007–2008: Eureka – Die geheime Stadt (Eureka, Fernsehserie, 2 Episoden)
- 2008: Mothers&Daughters
- 2008: Das Weihnachtshaus (Christmas Cottage)
- 2008: Sanctuary – Wächter der Kreaturen (Sanctuary, Fernsehserie, 1 Episode)
- 2009: Grace
- 2009: What Goes Up
- 2009: Jennifer’s Body – Jungs nach ihrem Geschmack (Jennifer’s Body)
- 2009: Hungry Hills
- 2009: Excited
- 2009: Courage
- 2010: Cinderella Love Story (Lying to Be Perfect, Fernsehfilm)
- 2010: Amazon Falls
- 2010: Repeaters – Tödliche Zeitschleife (Repeaters)
- 2010: Fathers & Sons
- 2010–2011: Shattered (Fernsehserie, 2 Episoden)
- 2010–2012: R. L. Stine’s The Haunting Hour (Fernsehserie, 3 Episoden)
- 2010–2012: Fringe – Grenzfälle des FBI (Fringe, Fernsehserie, 2 Episoden)
- 2011: Goodnight for Justice (Fernsehfilm)
- 2011: He Loves Me (Fernsehfilm)
- 2011: Best Player (Fernsehfilm)
- 2011: Sisters & Brothers
- 2011: Ein Jahr vogelfrei! (Ein Jahr vogelfrei!)
- 2011: Everything and Everyone
- 2011–2013, 2016: Once Upon a Time – Es war einmal … (Once Upon a Time, Fernsehserie, 4 Episoden)
- 2012: Kiss at Pine Lake (Fernsehfilm)
- 2012: The Company You Keep – Die Akte Grant (The Company You Keep)
- 2012: Crimes of Mike Recket
- 2012: Anything But Christmas (Fernsehfilm)
- 2013: Fatal Performance (Fernsehfilm)
- 2013: Cinemanovels
- 2013: The Dick Knost Show
- 2013: Und endlich ist es Weihnachten! (Let It Snow, Fernsehfilm)
- 2013: Rogue (Fernsehserie, 1 Episode)
- 2014: Continuum (Fernsehserie, 2 Episoden)
- 2014: Hectors Reise oder die Suche nach dem Glück (Hector and the Search for Happiness)
- 2014: Wenn ich bleibe (If I Stay)
- 2014: Two 4 One
- 2014: Heavenly Match (Fernsehfilm)
- 2014: Wedding Planner Mystery (Fernsehfilm)
- 2014: Damaged (Fernsehfilm)
- 2014: Buried Secrets (Fernsehfilm)
- 2015: Garage Sale Mystery: The Deadly Room (Fernsehfilm)
- 2015: Proof (Fernsehserie, 6 Episoden)
- 2015: The Devout
- 2015: The Birdwatcher
- 2016: Grand Unified Theory
- 2016: BFG – Big Friendly Giant (The BFG)
- 2016: Center Stage: On Pointe (Fernsehfilm)
- 2016: Maudie
- 2016: The Julius House: An Aurora Teagarden Mystery (Fernsehfilm)
- 2016: Operation Christmas (Fernsehfilm)
- 2016: The Man in the High Castle (Fernsehserie, 4 Episoden)
- 2017: Bailey – Ein Freund fürs Leben (A Dog’s Purpose)
- 2017: Sweet Virginia
- 2017: Hinter der Fassade (Final Vision, Fernsehfilm)
- 2018: Cooking with Love (Fernsehfilm)
- 2018: Kingsway
- 2018: The Good Doctor (Fernsehserie, 1 Episode)
- 2018: Rabbit
- 2018: Christmas Joy (Fernsehfilm)
- 2019: Unspeakable (Miniserie, 3 Episoden)
- 2019: You Me Her (Fernsehserie, 3 Episoden)
- 2019: Daughter
- 2019: See – Reich der Blinden (See, Fernsehserie, 1 Episode)
- 2019: Amish Abduction (Fernsehfilm)
- 2019: The Christmas Club (Fernsehfilm)
- 2020: Away (Fernsehserie, 7 Episoden)
- 2020–2021: The Stand – Das letzte Gefecht (Miniserie, 3 Episoden)
- 2021: Chapelwaite (Fernsehserie, 5 Episoden)
- 2021: Attic Trunk
- 2021: Heartland – Paradies für Pferde (Heartland, Fernsehserie, 1 Episode)
- 2021: Yellowjackets (Fernsehserie, 1 Episode)
- 2022: Charmed (Fernsehserie, 2 Episoden)
- 2022: Christmas Babysitter – Dad auf Probe (The Holiday Sitter, Fernsehfilm)
- 2023: The Night Agent (Fernsehserie, 1 Episode)
- 2023: Fire Country (Fernsehserie, 1 Episode)
- 2023: Immer für dich da (Firefly Lane, Fernsehserie, 1 Episode)
- 2023: The More Love Grows (Fernsehfilm)
- 2023: She Talks to Strangers
- 2023–2024: Virgin River (Fernsehserie, 8 Episoden)
- 2024: The Lost Daughter (The Island Between Tides)
- 2025: Wild Cards (Fernsehserie, 1 Episode)
- 2025: Tracker (Fernsehserie, 1 Episode)
- 2025: Final Destination: Bloodlines
- 2025: Die, My Love